# Сріблясті хмари
Сріблясті хмари — рідкісні атмосферні явища, подібні до хмар, розташовані в мезосфері на висотах між 76 та 85 км. Видимі в глибоких сутінках. Складаються з водяної криги. Зазвичай спостерігаються влітку, між 50° та 70° північної та південної широти. 
Це найвищі хмари в атмосфері Землі. Зрідка спостерігаються в Україні.
Сріблясті хмари досі не вивчено. Це порівняно молоде метеорологічне явище — не існує даних про їх спостереження до 1885 року. Супутник AIM, запущений NASA 25 квітня 2007 року, вивчає сріблясті хмари з орбіти.

## Формування
Нічні хмари або сріблясті хмари складаються з дрібних кристалів водяного льоду до 100 нм у діаметрі й існують на висоті близько 76—85 км, вище, ніж будь-які інші хмари в земній атмосфері. Хмари в нижній частині атмосфери Землі формуються, коли вода збирається на частинках пилу, але мезосферні хмари, на додачу до звичайного способу формування, можуть утворюватися безпосередньо з парів води.
Дані супутника АІМ свідчать, що для формування сріблястих хмар потрібні водяна пара, пил і дуже низька температура. Джерела пилу й парів води у верхніх шарах атмосфери ще точно не відомі. Пил, імовірно, походить з мікрометеорів, хоча можливими джерелами є також частинки вулканічного попелу й пилу з тропосфери. Пара може підніматися через проміжки в тропопаузі, а також формуватися внаслідок реакції метану з гідроксильними групами в стратосфері.
Причиною утворення рідкісних сріблястих хмар можливо є антропогенне забруднення
Було встановлено, що вихлопи з шатлів, які майже повністю складаються з парів води, після відриву твердопаливного прискорювача на висоті близько 46 км, генерують незначні поодинокі хмари. Близько половини парів при цьому викидається в термосфері, як правило, на висоті від 103 до 114 км. У серпні 2014 року запуск SpaceX Falcon 9 викликав сріблясті хмари над містом Орландо у штаті Флорида.
Вихлоп може досягти полярних регіонів протягом часу, що трохи перевищує одну добу, хоча точний спосіб такого швидкісного перенесення невідомий. У міру наближення парів до полюса, вони опускаються з термосфери в холоднішу мезосферу. Хоча описаний механізм є причиною появи деяких сріблястих хмар, малоймовірно, що він становить суттєву частку явища в цілому.
Оскільки мезосфера містить дуже мало вологи (приблизно в сто мільйонів разів менше, ніж пустельне повітря з Сахари)  і є надзвичайно розрідженою, кристали льоду можуть утворюватися тільки за температури нижче -120° С. Це означає, що сріблясті хмари утворюються переважно в літній час, коли мезосфера, всупереч інтуїтивному очікуванню, є найхолоднішою, а також що їх не можна побачити (навіть якщо вони утворюються) на широтах вище полярного кола, де в цю пору року Сонце ніколи не опускається досить низько під горизонт.  Сріблясті хмари утворюються в основному поблизу полярних районів,  тому що мезосфера там найхолодніша. Хмари в південній півкулі розташовуються приблизно на 1 км вище, ніж у північній півкулі.
Ультрафіолетове випромінювання Сонця руйнує молекули води, зменшуючи їхню кількість, доступну для формування сріблястих хмар. Інтенсивність випромінювання періодично змінюється протягом сонячного циклу. Супутники зафіксували зменшення яскравості хмар зі зростанням ультрафіолетового випромінювання протягом останніх двох сонячних циклів. Було виявлено, що зміни в хмарах відбуваються вслід за змінами в інтенсивності ультрафіолетових променів із затримкою близько року, але причина такого тривалого відставання поки що невідома.
Сріблясті хмари мають високу радіолокаційну відбивну здатність у діапазоні частот від 50 МГц до 1,3 ГГц. . Це явище погано вивчене, але можливе пояснення полягає в тому, що частинки льоду вкриваються тонкою металевою плівкою, яка складається з натрію й заліза, що значно збільшує відбивну здатність хмари. Імовірно, атоми натрію й заліза надходять з мікрометеорів і потрапляють у шар атмосфери трохи вище сріблястих хмар. Вимірювання показали, що їхня концентрація суттєво менша, коли наявні хмари. Інші експерименти показали, що при надзвичайно низьких температурах, характерних для сріблястих хмар, пари натрію можуть швидко осідати на поверхню кристалів льоду. Утім, таке пояснення залишається доволі суперечливим.